# Péter Balázs
Péter Balázs (Kecskemét, 5 dicembre 1941) è un politico, diplomatico, economista ed accademico ungherese.
È stato Commissario europeo per la politica regionale nella Commissione Prodi dal 1º maggio 2004 al 21 novembre 2004 e ministro degli esteri della Repubblica Ungherese dal 14 aprile 2009 al 29 maggio 2010.

## Biografia
A seguito dell'allargamento del 1º maggio 2004 dell'Unione europea, venne designato dal governo ungherese quale commissario europeo nella Commissione Prodi, ormai prossima alla scadenza. Rimase in carica pochi mesi, sino al 21 novembre 2004, andando ad affiancare il francese Jacques Barrot commissario europeo per la politica regionale.

## Pubblicazioni
- Az Európai Megállapodás végrehajásának jogi és elméleti kérdései (Legal and theoretical questions of the implementation of the Europe Agreement), (pubblicato con Marc Maresceau), OMIKK, Budapest, 1995. 248 p.
- Az Európai Közösség nemzetközi kapcsolatai; Magyarország és az Európai Unió (The international relations of the EU; Hungary and the EU) in: Kende Tamás (ed.): Európai közjog és politika, Osiris-Századvég, Budapest, 1995. 427-470. p.
- Az Európai Unió külkapcsolatai és Magyarország (The external relations of the EU and Hungary), KJK, Budapest 1996. 483 p.
- Magyarország felkészülése az EU-tagságra (pubblicato con Marc Maresceau), OMIKK, Budapest, 1996. 438 p.
- The Globalization of the Eastern Enlargement of the European Union: Symptoms and Consequences, in: M. Maresceau (ed.): Enlarging the European Union, Longman, London and New York 1997. 358-375. p.
- Strategies for the Eastern Enlargement of the European Union, An Integration Theory Approach, in: Pierre-Henri Laurent - Marc Maresceau (ed.): The State of the European Union, Vol. 4., Lynne Rienner Publishers, Boulder, Colorado (USA), London 1998. 67-86. p.
- Az európai .architektúra. (The European .architecture.), in.: Rácz Margit (ed.): Õszinte Könyv az Európai Unióról, Euro Info Service, Bpest 1999. 10-18. p.
- Közös kereskedelempolitika (The common trade policy), in: Kende Tamás . Szûcs Tamás (ed.): Az Európai Unió politikái, Osiris Budapest 2000. 29-46 p.
- General Conclusions, in: Marc Maresceau . Erwan Lannon (ed.): The EU.s Enlargement and Mediterranean Strategies, Palgrave, New York 2001. 367-378. p.
- Európai egyesülés és modernizáció (European unification and modernisation), Osiris Budapest 2001. 353 p.
- Az Európai Unió külpolitikája és a magyar-EU kapcsolatok fejlõdése (Foreign policy of the European Union and the development of relations between Hungary and the EU), KJK Budapest 2002. 516 p.